# زخمه

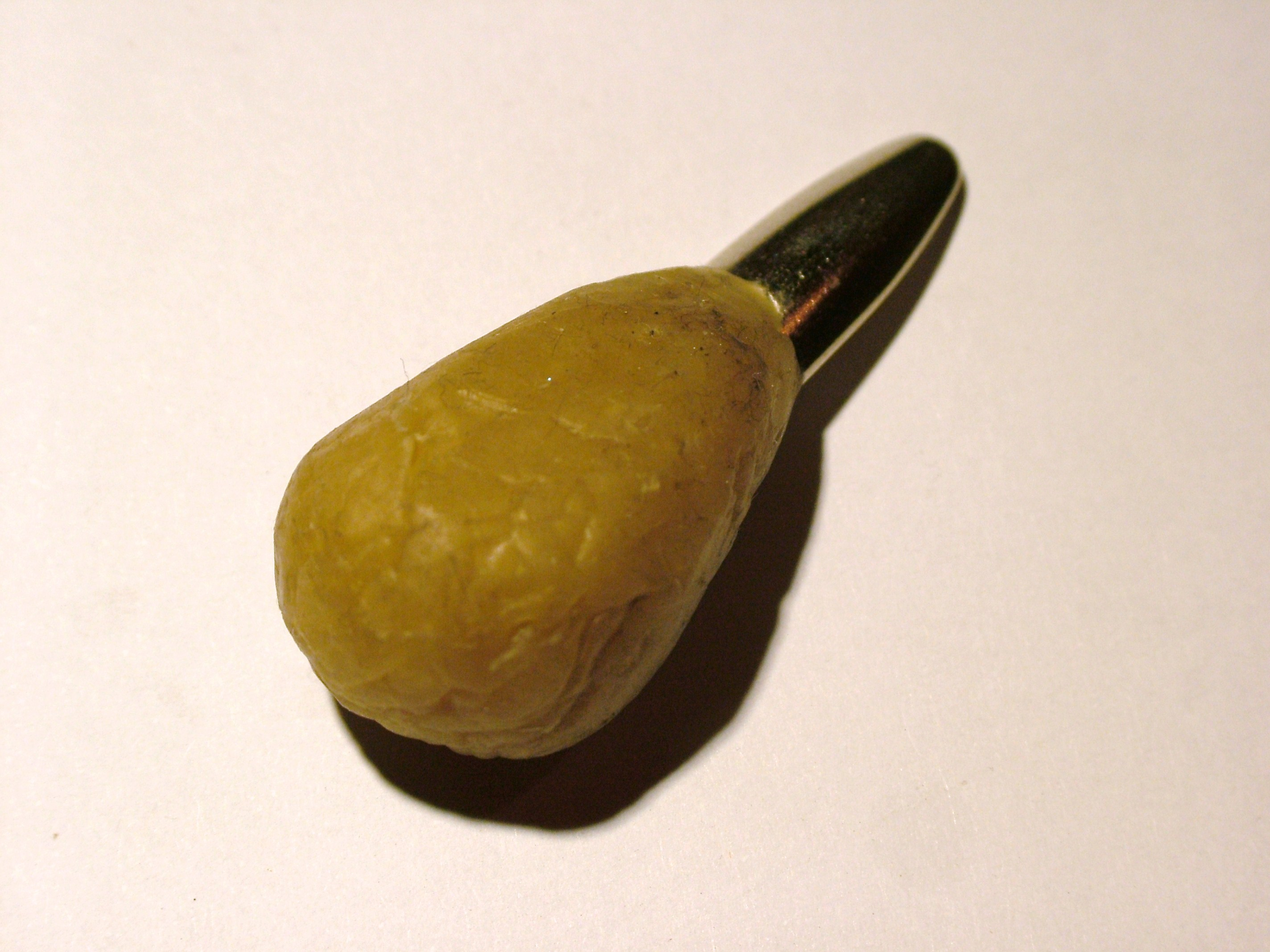
زخمهٔ تار

زَخمه یا مِضراب، ابزاری است که برای تولید صدا از سازهای زهی استفاده می‌شود. جنس زخمه و مضراب در سازها متفاوت است: فلز، شاخ حیوانات، چوب، پلاستیک و گاهی از پر مرغ است.

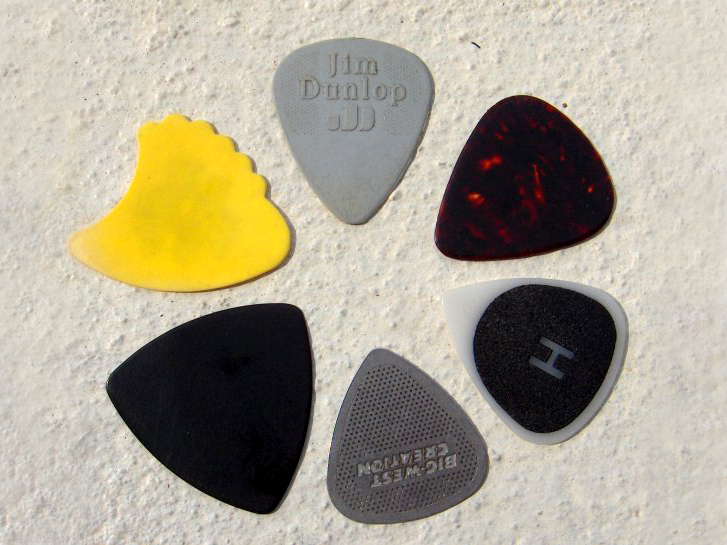
زخمه‌های گیتار، پیک نامیده می‌شوند.

زخمه‌ای که برای نواختن ساز تار استفاده می‌شود، وسیله‌ای از جنس برنج (آلیاژ) به طول تقریبی ۳ سانتی‌متر است. بخشی از نیمه طول این مضراب، برای آنکه راحت‌تر در دست‌های نوازنده قرار گیرد با موم پوشیده شده‌است.
از زخمه یا مضراب برای به نواختن ساز قانون بکار می‌رود. مضراب ساز قانون به وسیله یک حلقه نگهدارنده از جنس برنج به دست، وصل می‌شود.